# Stanisław Hiszpański (artysta)

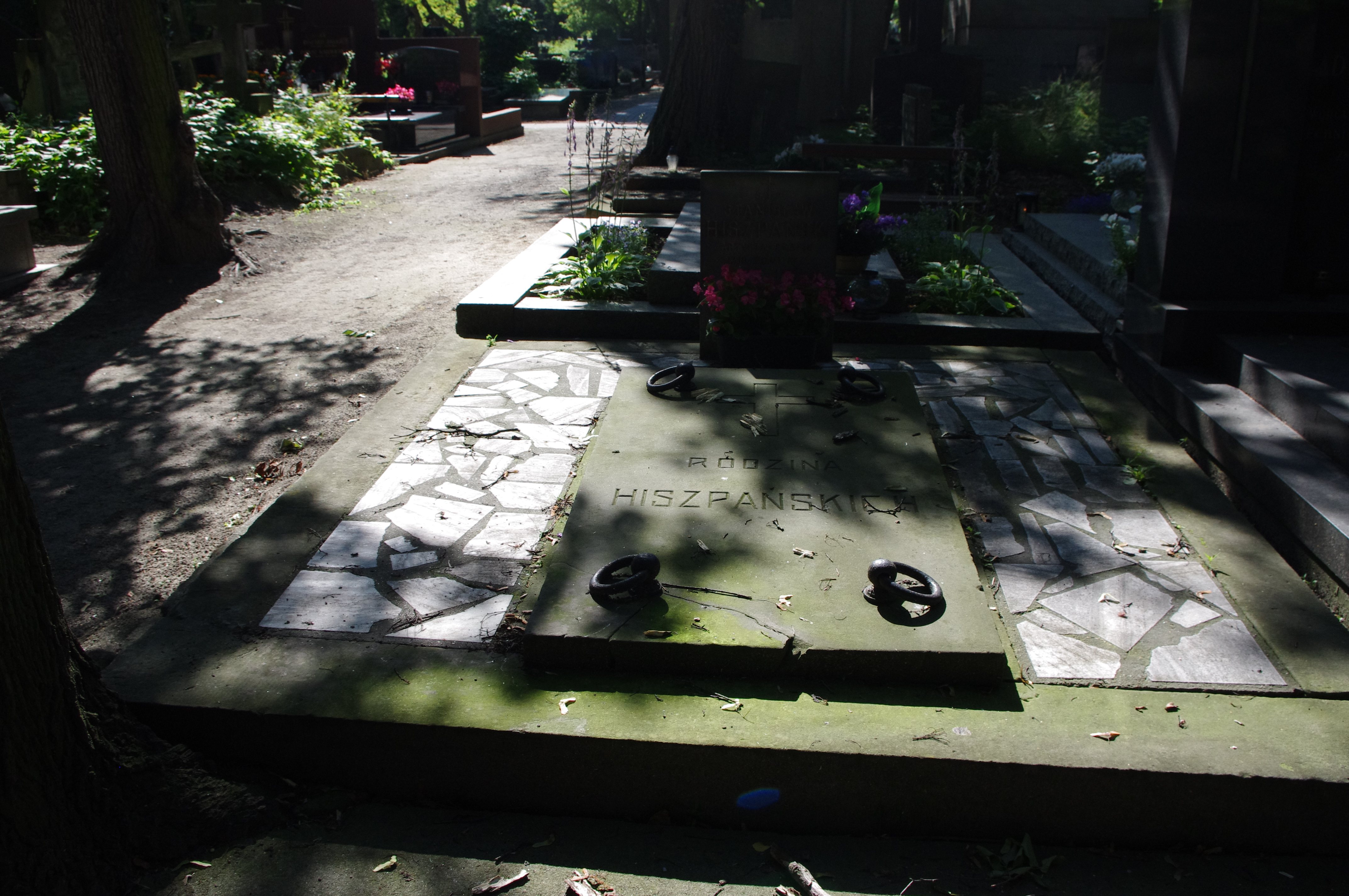
Grób malarza i grafika Stanisława Hiszpańskiego na Starych Powązkach w Warszawie

Stanisław Hiszpański (ur. 29 stycznia 1904 w Warszawie, zm. 1975) – polski malarz, grafik, rysownik i ilustrator wielkich dzieł literatury, powieści, baśni i bajek, modlitewników, znawca korzeni kultury śródziemnomorskiej i polskiej, uczestnik misji archeologicznych. Z wykształcenia architekt. Erudyta, poliglota, znawca i zbieracz ceramiki i pieśni góralskich z lat 20. i 30. Autor książek z zakresu aeronautyki z własnymi ilustracjami. Członek Związku Polskich Artystów Plastyków.
Członek Klubu Wysokogórskiego i taternik. Harcmistrz. Instruktor kajakarstwa. Oficer rezerwy Wojska Polskiego. Był w grupie pierwszych 6 pilotów – absolwentów Szkoły Orląt w Dęblinie, którą ukończył z wyróżnieniem w 1929. Współzałożyciel Aeroklubu Akademickiego, członek zarządu Aeroklubu Warszawskiego i Klubu Seniorów Lotnictwa, jako major – pilot rezerwy.

## Życie prywatne
Urodził się 29 stycznia 1904 w Warszawie, w rodzinie właścicieli firmy szewskiej o światowej renomie, istniejącej od 1838. Był jej sukcesorem. Firma uległa zniszczeniu w czasie Powstania Warszawskiego i nie odrodziła się. Jego rodzicami byli Stanisław Feliks Hiszpański i Zofia Janina Kraków. Miał starszego brata Zdzisława oraz młodszą siostrę Marię, też artystkę. Był dwukrotnie żonaty. Pierwszą żoną była Natalia z domu Eychorn, architekt, harcmistrzyni i pedagog, zastępca szefa łączności Oddziału II Komendy Głównej AK, zamordowana w Auschwitz w lutym 1944. W roku 1945 wstąpił w związek małżeński z Wandą Sas–Jaworską (1916–2014), redaktor. Miał jedną córkę, Bogumiłę (Bognę), autorkę książek i artykułów z dziedziny edukacji, malarkę. Bliscy wspominali go jako kochającego męża i ojca, przyjaciela i kompana.
Pochowany został na cmentarzu Powązkowskim (kwatera 139-1-28/29).

## Kariera zawodowa

### Twórczość i aktywność w latach 1920–1930
Jako uczeń był ilustratorem kroniki liceum im. Mikołaja Reja; tam, w 1924, miał pierwszą indywidualną wystawę, składającą się z około setki karykatur portretowych i sytuacyjnych rysowanych na lekcjach. W latach 1921–1922 stworzył opracowanie graficzne miesięcznika „Polska inwalidom”. Jako rysownik w latach 1919–1939 współpracował z wydawnictwami Gebethner i Wolff oraz Trzaska, Evert i Michalski. Oprócz kilku obrazów w domach prywatnych, cały dorobek przedwojenny zaginął. W posiadaniu córki są 2 akwarele: Sień staromiejska oraz nawiązujący do folkloru Janosik, Janosik kaś podział pałasik?. Po studiach na Wydziale Architektury Politechniki Warszawskiej współpracował jako architekt przy realizacji m.in. schronisk nad jeziorami Świteź i Wigry, w Jastarni, gmachu II Gimnazjum Miejskiego przy ul. Rozbrat 26 w Warszawie, Auditorium Maximum Uniwersytetu Warszawskiego, osiedla dla ubogich przy ul. Podskarbińskiej w Warszawie, w Komitecie Budowy Domu Harcerstwa Polskiego i zespole projektowym Dworca Głównego w Warszawie. Projektował również prywatne wille. W 1929 roku uzyskał licencję pilota sportowego w Aeroklubie Warszawskim. W 1936 wszedł w skład władz tego Aeroklubu.

### Twórczość i aktywność w latach 40.
Współzałożyciel i w latach 1941–1943 kierownik plastyczny eksperymentalnego (widownię stanowili oficerowie–jeńcy) teatru kukiełek. Stworzył około stu postaci scenicznych i 30 dekoracji scenicznych – w warunkach głodu, zakazu posiadania narzędzi, braku materiałów. W organizowanych w 1944 przez międzynarodową organizację YMCA konkursach: karykatury portretowej: II nagroda, karykatury sytuacyjno–obozowej: ex equo I i II nagroda, w konkursie na ilustracje książkowe: I nagroda za „Na skalnym Podhalu” Tetmajera oraz II za „Nasza Pani radosna” Zambrzyckiego; 34 prace zostały zakupione przez YMCA.

### Po wyzwoleniu
Pracował w Wojskowym Instytucie Naukowo–Wydawniczym jako szef samodzielnej sekcji regulaminowo – wydawniczej. Wówczas rozgrywała się ryzykowna walka z radzieckimi zwierzchnikami o poszanowanie polskich tradycji i słownictwa lotniczego w Dowództwie Wojsk Lotniczych w Warszawie. Awansował do stopnia majora. Wydał Krótki słownik terminów lotniczych (1947) oraz popularyzujące wiedzę aeronautyczną Lotnictwo bez cudów z własnymi ilustracjami (1949). 1945 roku przyjęty do Związku Polskich Artystów Plastyków. W 1950 z powodów politycznych został zdegradowany, w 1968 zrehabilitowany jako „członek rzeczywisty”. Prócz ilustracji do książek o tematyce militarnej, w tym własnych publikacji, z tych lat zachowały się rysunki tuszem oraz cykl ilustracji malowanych akwarelą do Don Kichota Cervantesa; ilustracje i okładki wydawnictw Książka i Wiedza i Nasza Księgarnia oraz Wiedza, a także rysunki w tygodniku „Kino”. Cykl 14 rysunków ukazujących Starówkę warszawską sprzed odbudowy znajduje się w Muzeum Warszawy.

### Twórczość i aktywność w latach 50.
Okładki i ilustracje dla Wydawnictwa Czytelnik, MON, Sport i Turystyka, Ars Christiana, Pallotinum, Wydawnictwo Św. Wojciecha, Znak. Ilustracje anegdot historycznych „Bigos staropolski”, okładki tygodnika „Za i przeciw”. Na zamówienie ks. kardynała Wyszyńskiego ilustracje Drogi Krzyżowej oraz Matka Boska Karmiąca.
Letnie plenery w Kazimierzu Dolnym – powstało ponad 100 rysunków piękna architektury (obecnie historycznych), które są własnością Muzeum Nadwiślańskiego w Kazimierzu. Początek, trwającej 10 lat współpracy z Instytutem Historii Kultury Materialnej PAN to udział w misjach archeologicznych, realizacja dokumentacji i rekonstrukcji obiektów m.in. w Wiślicy, Kaliszu i Płocku.

### Twórczość i aktywność w latach 60.
Obrazy religijne – malowane akwarelą, barwnymi tuszami, z czarnym konturem, o zróżnicowanej stylistyce, także groteskowe przedstawienia tematów poważnych – Zwiastowania, Ukrzyżowania, „kontrowersyjnych” postaci świętych. Charakterystyczne odniesienia wydarzeń biblijnych do życia w wielkiej metropolii XX wieku. Powstaje cykl 24 ilustracji do Odysei Homera. Kreska konturu i żywe barwy akwareli nawiązują do sztuki minojskiej i kreteńskiej. Cały cykl zakupiła Biblioteka Narodowa w 2009. Symulakry obrazów „Odysei” można zobaczyć w Szkole Wyższej Psychologii Społecznej w Warszawie. W 1961–1972 obrazy (19) do Mitów Sumeryjskich w stylu sztuki Mezopotamii sprzed 4 tysięcy lat. W 1964 pracował w Ośrodku Informacji Technicznej i Ekonomicznej Budownictwa jako tłumacz wydawnictw fachowych z francuskiego, niemieckiego, angielskiego i rosyjskiego. Stworzył 96 limeryków żartobliwie karykaturujących rzeczywistość. W 1969 otrzymał odznakę Zasłużonego Działacza Lotnictwa Sportowego.

### Twórczość i aktywność w latach 70.
W latach 1972–1974 powstało 15 obrazów ilustrujących akwarelą i tuszem Eneidę Wergiliusza, z nawiązaniami do tragicznych dziejów Rzymu w latach 40. XX wieku i widma totalitaryzmu. W latach 1970–1973 stworzył 8 obrazów do Legendy Krakowskiej vel Wandzia i Szkopy oraz panteon 14 Bogów Słowiańskich (oba cykle zakupione przez Państwowe Muzeum Archeologiczne w Warszawie). W latach 70. zilustrował także średniowieczny romans O Walgierzu Udałym, Heligundzie królewnie i Wisławie zdradźcy, nawiązując do konwencji iluminacji z epoki; prace nabyło Muzeum Zamkowe w Sandomierzu. W uznaniu zasług pięćdziesięciolecia pracy artystycznej w 1973 otrzymał Nagrodę Jubileuszową Ministra Kultury i Sztuki. Zmarł w 1975.
W roku 2000 nazwano jedną z ulic w Warszawie imieniem Rodziny Hiszpańskich w uznaniu zasług 5 członków rodu, wśród nich Stanisława Hiszpańskiego – artysty malarza. Trzech Stanisławów Hiszpańskich widnieje na Tablicach Zasłużonych na Powązkach, także „Stanisław Hiszpański 1904–1975” na tablicy Zasłużeni Plastycy. „Hiszpański należał do rzadkiego w XX stuleciu gatunku ludzi dorównujących miarą swych wszechstronnych uzdolnień humanistom doby renesansu. W dziejach Polski, w historii polskiej kultury i nauki zapisał swe imię...” (cyt za Irena Kossowska „Malarz, rysownik i ilustrator” w: Stanisław Hiszpański – malarz osobliwy).
Został Laureatem Jubileuszowej Nagrody Ministra Kultury.

## Kariera wojskowa
Był żołnierzem trzech wojen. W roku 1918 w Legionach, relegowany ze względu na zbyt młody wiek; udział w rozbrajaniu Niemców na ulicach Warszawy. W 1920 żołnierz 201 kompanii piechoty na froncie walk o Wilno, z Budionnym i w obronie Warszawy. W 1921 udział w plebiscycie śląskim i rozbrajaniu bojówek niemieckich. W sierpniu 1939 zmobilizowany do 1 pułku lotniczego. W drodze do Brodów k. Lwowa, gdzie były samoloty, walczył jako dowódca plutonu piechoty. Dostał się do Oflagu IIC w Woldenbergu. W Wojsku Polskim został mianowany na stopień podporucznika rezerwy w korpusie oficerów aeronautyki ze starszeństwem z 1 stycznia 1932. W 1934 był oficerem rezerwowym 1 pułku lotniczego. Do końca życia był majorem pilotem rezerwy.

## Główne zachowane prace artystyczne
Według spisu dokonanego przed wystawą retrospektywną w „Zachęcie” w 1979 jest ich 636, ze czego (do roku 2019) 164 prace zostały zakupione przez polskie instytucje kulturalne: Ministerstwo Kultury i Sztuki, Bibliotekę Narodową, Muzeum Narodowe, Muzeum Historyczne Warszawy, Muzeum Nadwiślańskie w Kazimierzu Dolnym, Państwowe Muzeum Archeologiczne w Warszawie, Muzeum Okręgowe w Sandomierzu i inne. Miasta Polski – Warszawa, Kazimierz Dolny, Gdańsk, Gniezno, Jarosław, Płock, Mirsk – rysunki ołówkiem lub tuszem (1946–1967), 121 rysunków, w Muzeum Warszawy, Muzeum Nadwiślańskim w Kazimierzu, Ministerstwie Kultury i Dziedzictwa Narodowego, kolekcjach prywatnych.
- Zaczarowany Kazimierz – akwarela, tusz, złoto (1964–1974), 7 obrazów w Muzeum Nadwiślańskim, 2 w kolekcjach prywatnych
- Odyseja – akwarela, tusz, werniks (1963–1969), 24 obrazy w Bibliotece Narodowej, 1 w kolekcji prywatnej
- Legendy Sumeryjskie – akwarela, tusz, werniks (1961–1972), 28 obrazów z wariantami, 27 rysunków tuszem, 14 przerywników, w kolekcji córki
- Eneida – akwarela, tusz, werniks (1972–1974), 27 obrazów z wariantami, w kolekcji córki oraz innej prywatnej
- O Walgierzu Udałym, Heligundzie królewnie i Wisławie zdradźcy”– barwne tusze, akwarela, werniks (1974), 32 obrazy w Muzeum Okręgowym w Sandomierzu
- Ilustracje do legend polskich – tusz (1948), 2 rysunki w kolekcjach prywatnych
- Bigos staropolski – tusz (1959), 25 rysunków drukowanych w 1959 w „Za i przeciw”, w Państwowym Muzeum Archeologicznym w Warszawie oraz w kolekcji prywatnej
- Legenda krakowska Wandzia i Szkopy – akwarela, tusz, werniks (1970–1973), 8 obrazów w Państwowym Muzeum Archeologicznym w Warszawie
- Bogowie słowiańscy – akwarela, tusze barwne, tusz czarny, winawil (1964–1974), 7 obrazów w Państwowym Muzeum Archeologicznym w Warszawie, 3 w kolekcji córki

Obrazy religijne – akwarela, barwne tusze, czarny tusz, winawil (1949–1974), ok. 80 obrazów, w Państwowym Muzeum Archeologicznym w Warszawie, w kolekcjach prywatnych, w kolekcji córki.
- Cykl Kulawy bosman, ilustracje do powieści Rychlińskiego (wyd.1956, 1959) – tusz, (1956), 19 rysunków w kolekcji córki
- Ilustracje do Pisma Świętego, Drogi Krzyżowej, kolęd i pastorałek, modlitewników – tusz (1954–1959)
- Ilustracje do pieśni i piosenek podhalańskich – akwarela, tusz (lata 1930.)
- Ilustracje do bajek i baśni Puszkina, Andersena, Grabowskiego – akwarela lub tusz i akwarela (1946–1953)
- Inspirowane utworami Lema Schizolemie – tusz, akwarela (1971–1972), 3 obrazy, w kolekcji córki
- Ilustracje do Don Kichota Cervantesa – akwarela (1947), 3 obrazy w kolekcji córki
- Satyra obyczajowa Chuligańskie – tempera (1956), 3 obrazy
- Dyrektor i sekretarka – tusze barwne, winawil, 2 obrazy w kolekcji córki
- Ilustracje do książek popularnonaukowych – tusz lub tusz i akwarela (1945–1958)
- Okładki książek – tempera (1945–1959)[78][79]

Jego przedwojenny dorobek (m.in. karykatury profesorów gimnazjum, ilustracje do piosenek podhalańskich, ilustracje do wydawnictw Gebethner i Wolff, Trzaska, Evert i Michalski, tygodnika „Kino”) przepadł w czasie II wojny światowej. Prace z Oflagu Woldenberg (karykatury sytuacyjne i obozowe nagrodzone I i II nagrodami, ilustracje do Dekamerona Boccaccia) zaginęły w drodze do Genewy. Do 2019 miał 53 wystawy.